# Broomistega

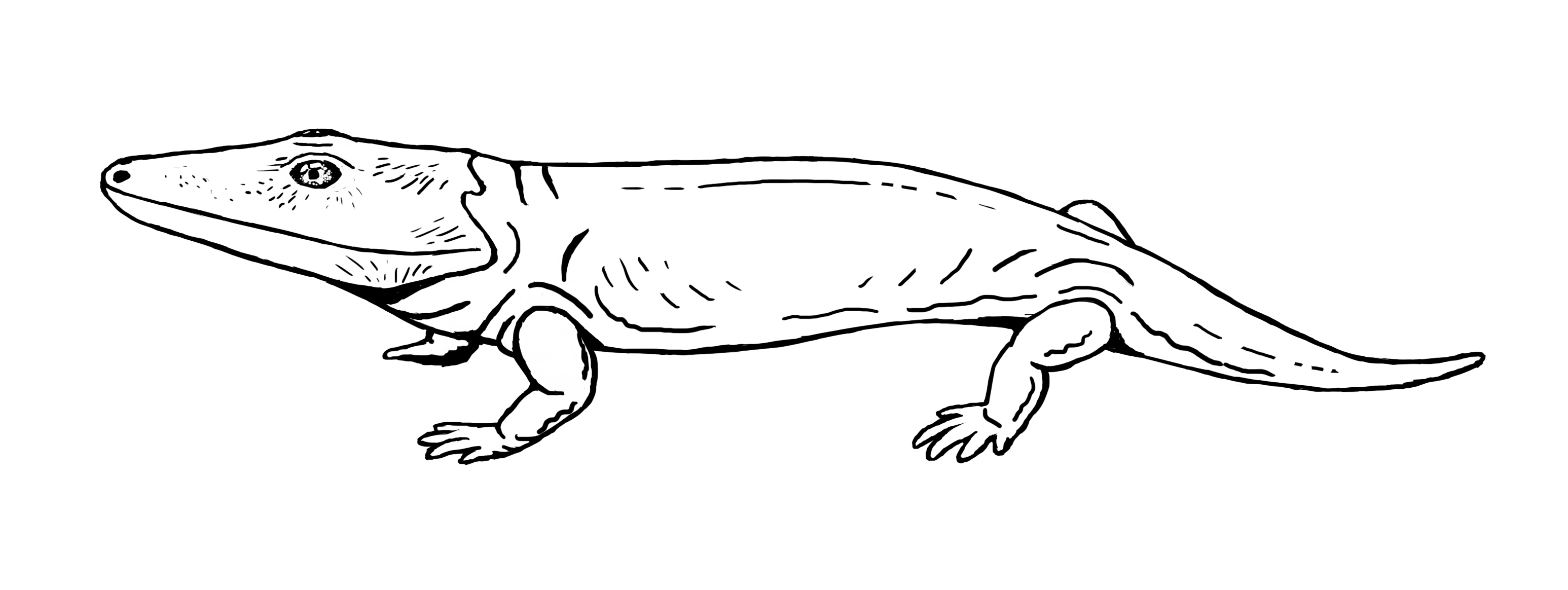
Recreación de un ejemplar adulto de Broomistega putterilli.

Broomistega es un género extinto de temnospóndilo de la familia Rhinesuchidae. Se conoce de una especie, Broomistega putterilli, que fue rebautizada en 2000 como Lydekkerina putterilli Broom 1930 y de la que se hallaron fósiles en la biozona "de Lystrosaurus" del Triásico Inferior del Grupo Beaufort en la Cuenca de Karoo, en la actual Sudáfrica, una región que era entonces un enclave de Gondwana. Se creía que los especímenes de B. putterilli representaban individuos jóvenes de otro rinesúquido más grande como Uranocentrodon, pero ahora se considera a la especie como un taxón neoténico, que mantenía las características de los rinesúquidos juveniles hasta la edad adulta. 
En 2013, se descubrió un esqueleto bien conservado de Broomistega junto al esqueleto del cinodonte Thrinaxodon (un pariente mamífero) en un molde de una madriguera. El individuo probablemente entró en la madriguera mientras el cinodonte estaba en estado de estivación (latencia), y después una inundación repentina llenó la madriguera con sedimento, ahogando a los animales y preservando ambos cuerpos juntos. 

## Paleobiología
Broomistega es el único rinesúquido conocido del período Triásico. Su presencia en el Triásico Inferior indica que los rinesúquidos sobrevivieron a la Extinción masiva del Pérmico-Triásico hace unos 252 millones de años. Sin embargo, en comparación con la diversidad de rinesúquidos que existían en el período Pérmico, Broomistega es un componente muy raro de la fauna del Karoo del Triásico Inferior. Es probable que haya sido el último representante sobreviviente del grupo, lo que lo convierte en un taxón relicto. 

### Asociación conThrinaxodon

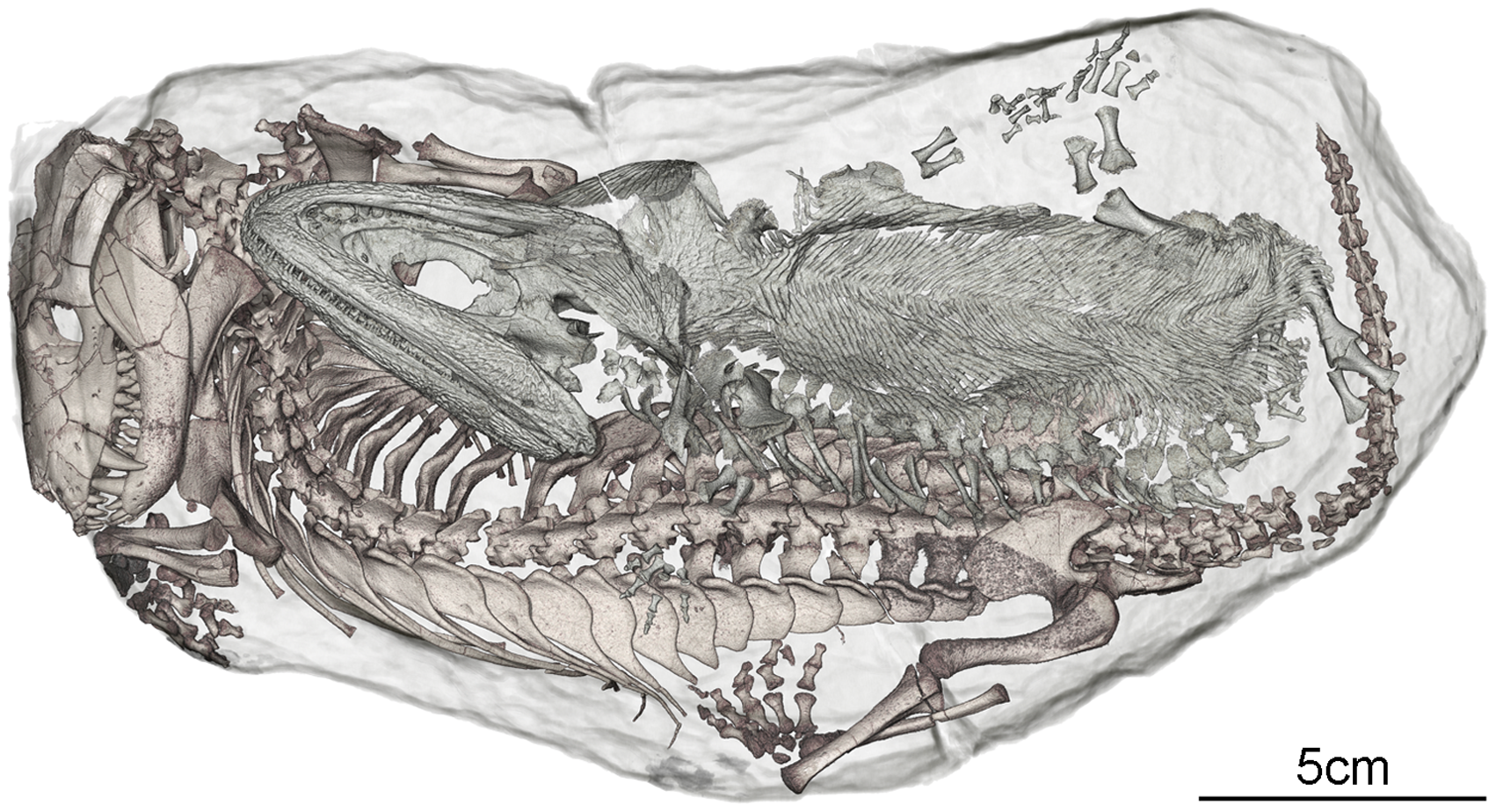
Thrinaxodon y Broomistega encontrados en la misma madriguera.

El esqueleto más completo de Broomistega, el espécimen BP/1/7200, fue descubierto en el molde de arenisca de una pequeña madriguera (BP/1/5558) después de que el molde fuera escaneado en el Laboratorio Europeo de Radiación Sincrotrón en 2013. El molde fue encontrado por primera vez en la cuenca Karoo de Sudáfrica por el paleontólogo James Kitching en 1975, pero no fue preparado durante muchos años. Parte de un cráneo de un cinodonte quedó expuesto en la superficie del molde, lo que permitió a Kitching atribuirlo al género Thrinaxodon. Sólo después del escaneo sincrotrónico se encontró el esqueleto del Broomistega. Todos los huesos están conservados a excepción de algunas falanges de la pata trasera derecha, y casi todos los huesos permanecen articulados como lo estaban en vida. Los esqueletos no muestran evidencia de endurecimiento debido al rigor mortis después de la muerte, sino que están presionados contra los lados de la cavidad como lo habrían estado los animales cuando estaban vivos. El esqueleto de BP/1/7200 está conservado boca arriba, apoyado sobre el lado derecho del esqueleto del Thrinaxodon. Esta posición fue probablemente el resultado de que el individuo fue empujado contra la parte superior del Thrinaxodon por el agua de la inundación que entró en la madriguera.  No se cree que Broomistega fuera un animal excavador, sino que era semiacuático. El ejemplar de Thrinaxodon preservado en BP/1/5558 fue probablemente el ocupante original de la madriguera, y el ejemplar de Broomistega probablemente entró en la cavidad más tarde. Las articulaciones de BP/1/7200 no están totalmente desarrolladas, lo que indica que el individuo era un juvenil con grandes cantidades de cartílago aun en su esqueleto. Varias costillas del lado derecho están rotas, lo que indica que el individuo resultó gravemente herido antes de entrar a la madriguera, probablemente por aplastamiento. El animal todavía estaba vivo cuando entró en la madriguera porque las fracturas de las costillas muestran evidencia de curación, pero la lesión probablemente afectó su capacidad de respirar y moverse. Hay dos agujeros presentes en la calota de BP/1/7200. Aunque se parecen a marcas de mordeduras, no coinciden con los dientes del espécimen de Thrinaxodon. 
La presencia de dos especies diferentes de grandes vertebrados en la misma madriguera es inusual. Los ejemplos modernos de esta asociación suelen ser el resultado de interacciones depredador-presa (por ejemplo, un depredador que almacena el cuerpo de su presa en la madriguera) o de relaciones mutualistas mediante las cuales el ocupante original obtiene protección contra los depredadores gracias a la presencia del segundo habitante. Sin embargo, el beneficio de la cohabitación generalmente sólo funciona cuando hay múltiples madrigueras, lo que pone en duda la posibilidad de que el Thrinaxodon se beneficiara de la presencia del Broomistega. Dado que el esqueleto del Broomistega carece de cualquier signo de daño causado por el Thrinaxodon, es probable que ambos no fueran depredador y presa. La explicación más probable para el sorprendente hallazgo de 2013 es que el Thrinaxodon toleró a Broomistega o no pudo eliminarlo, posiblemente porque estaba estivando. Como ocurre con muchos anfibios modernos, el Broomistega probablemente entró en la madriguera para buscar refugio temporal. Durante el Triásico Inferior, la cuenca del Karoo era estacionalmente árida, por lo que el Thrinaxodon puede haber estado estivando para conservar energía durante un tiempo en el que la disponibilidad de recursos era baja y el Broomistega, normalmente acuático, puede haber entrado para escapar de las condiciones cálidas y secas de su entorno, o de un ataque que lo había dejado gravemente herido. 